# Glicofilia

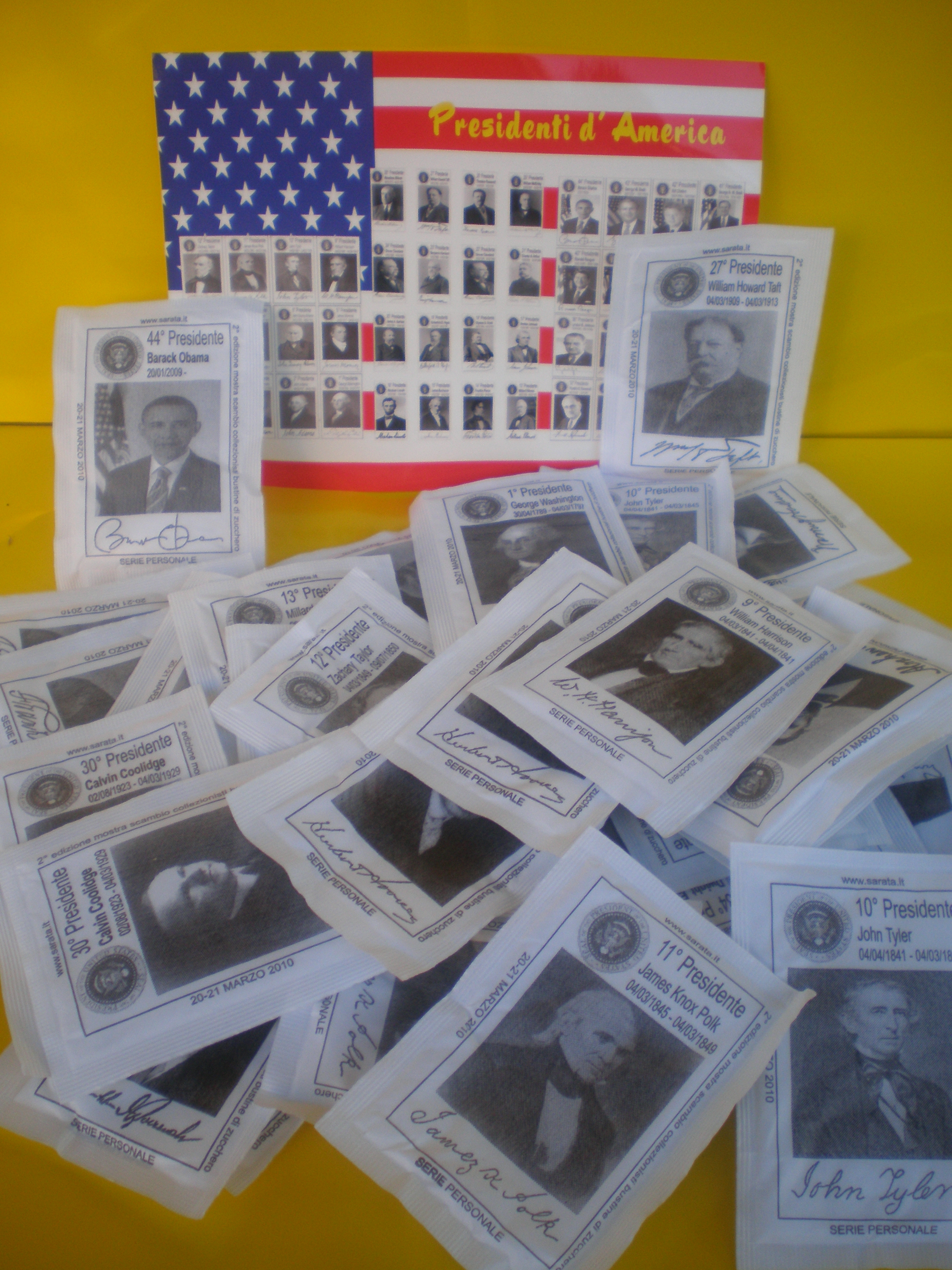
Presidenti Stati Uniti d' America

La glicofilia è un hobby finalizzato al collezionismo delle bustine di zucchero e delle zollette di zucchero incartate. Parallelamente, il collezionismo degli incarti vuoti è detto periglicofilia.

## Storia
Nato nei primi del Novecento e tornato in voga negli ultimi anni, uno dei motivi del successo e della diffusione di questo tipo di raccolta è la grande varietà ma anche unicità delle bustine, oltre alla infinita disponibilità dovuta alla loro presenza in bar e ristoranti. Una grande spinta a collezionare questo tipo di gadget è stata date da alcune case produttrici che nel tempo hanno deciso di realizzare serie monotematiche di bustine, delle serie speciali che potevano trovarsi in commercio solo in determinati periodi. Inoltre non esiste una sola forma di bustina: negli Stati Uniti le bustine dello zucchero sono molto più piccole mentre in molti paesi del mondo si possono trovare di forma rotonda o addirittura a cuore. Per quanto riguarda le modalità di conservazione delle bustine non ci sono limiti particolari, perché il loro materiale non va incontro a deterioramenti significativi, se non per contatto con acqua o in ambienti a temperature elevate che potrebbero sciogliere lo zucchero. Vengono utilizzate scatole di latta, contenitori per biscotti o addirittura raccoglitori con fogli in plastica: anche in questo senso le possibilità sono tante. Tuttavia molti collezionisti consigliano di svuotare la bustina per evitare che lo zucchero la deteriori, in particolare quelle contenenti canna da zucchero (senza contare che così diminuisce il peso quindi il loro ingombro).

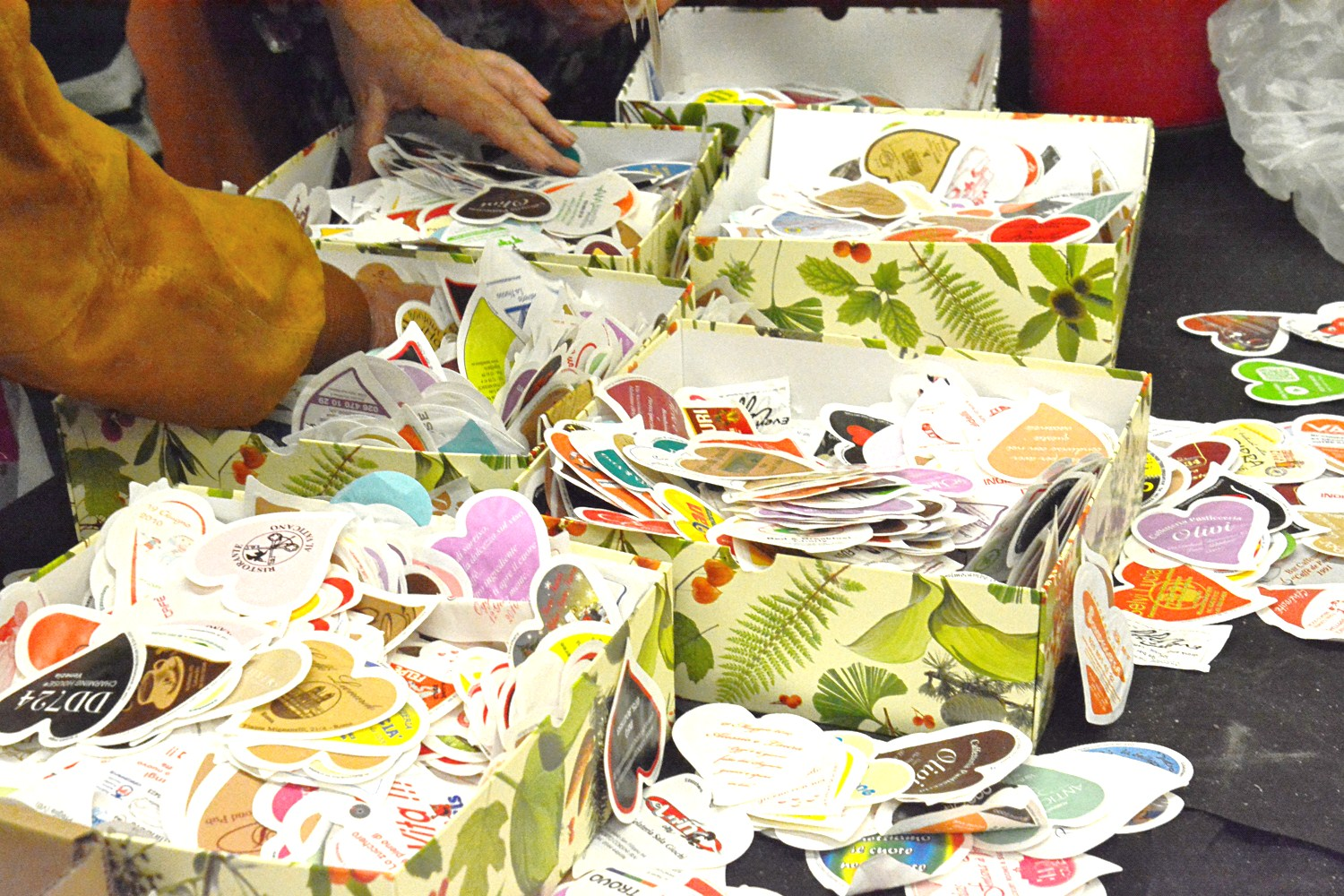
raduno a Pieve di Cento

## Storia della bustina di zucchero

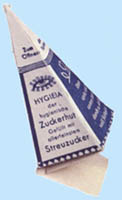
zucchero in piramidi di cartone

Le prime bustine in Francia, Belgio, Olanda, vennero create nel 1914 e a differenza di oggi, non erano sigillate, ma avevano una linguetta nella parte superiore e venivano riempite di zucchero dai commercianti al momento della vendita. Nel 1930, in Germania, cominciarono a confezionare lo zucchero in piccole piramidi di cartone, per usarlo occorreva strapparne la punta e così poi veniva versato in piccolissime dosi nelle bevande. Lo zucchero si trova confezionato anche in zollette la prima produzione avvenne a Dačice nel 1843, dopodiché si cominciò a produrle anche in Francia e Belgio
Con la guerra del 1915 fa la sua apparizione un altro genere di bustina avente lo scopo di razionare lo zucchero. Si trattava, infatti, di razioni mensili da 750gr, 500gr e 250gr per persona. Tra il 21 febbraio 1917 e il 12 gennaio 1918 alcuni ristoranti fanno fabbricare delle bustine di zucchero in polvere con la scritta ne gaspillez pas le sucre ("non sciupate lo zucchero") e ration pour une tasse ("razione per una tazza"). I primi collezionisti di bustine di zucchero nascono in Francia attorno al 1950 dove esiste anche il club dei collezionisti più antico del mondo, successivamente questo tipo collezione si sviluppa in Germania e nei Paesi Bassi. In Italia, dove la bustina di zucchero ha iniziato a circolare dopo la fine del secondo conflitto mondiale, i primi collezionisti sono apparsi attorno al 1968.
Negli anni, le bustine sono diventate oggetti da collezione: ci sono bustine che riproducono bandiere e cartine geografiche, armature medioevali e giochi. Una serie completa può valere fino a qualche centinaio di euro. La bustina di zucchero si può collezionare sia piena che vuota e il suo valore è ininfluente. Le prime serie sono state prodotte nel 1960 dalla ditta Eridania con immagini di fiori, farfalle, auto, generalmente in numero di 8-10 differenti. Le bustine possono distinguersi per: casa produttrice, luogo o locale pubblicizzato, dimensione, forma o serie di appartenenza. Una bustina può contenere zucchero di barbabietola, fruttosio oppure di canna e contiene all'incirca dai 3 ai 5 gr. di prodotto. La collezione non si limita alle bustine piene (i cui collezionisti sono detti >"glicofili") ma anche a quelle vuote (raccolte dai "periglicofili").

## Valore

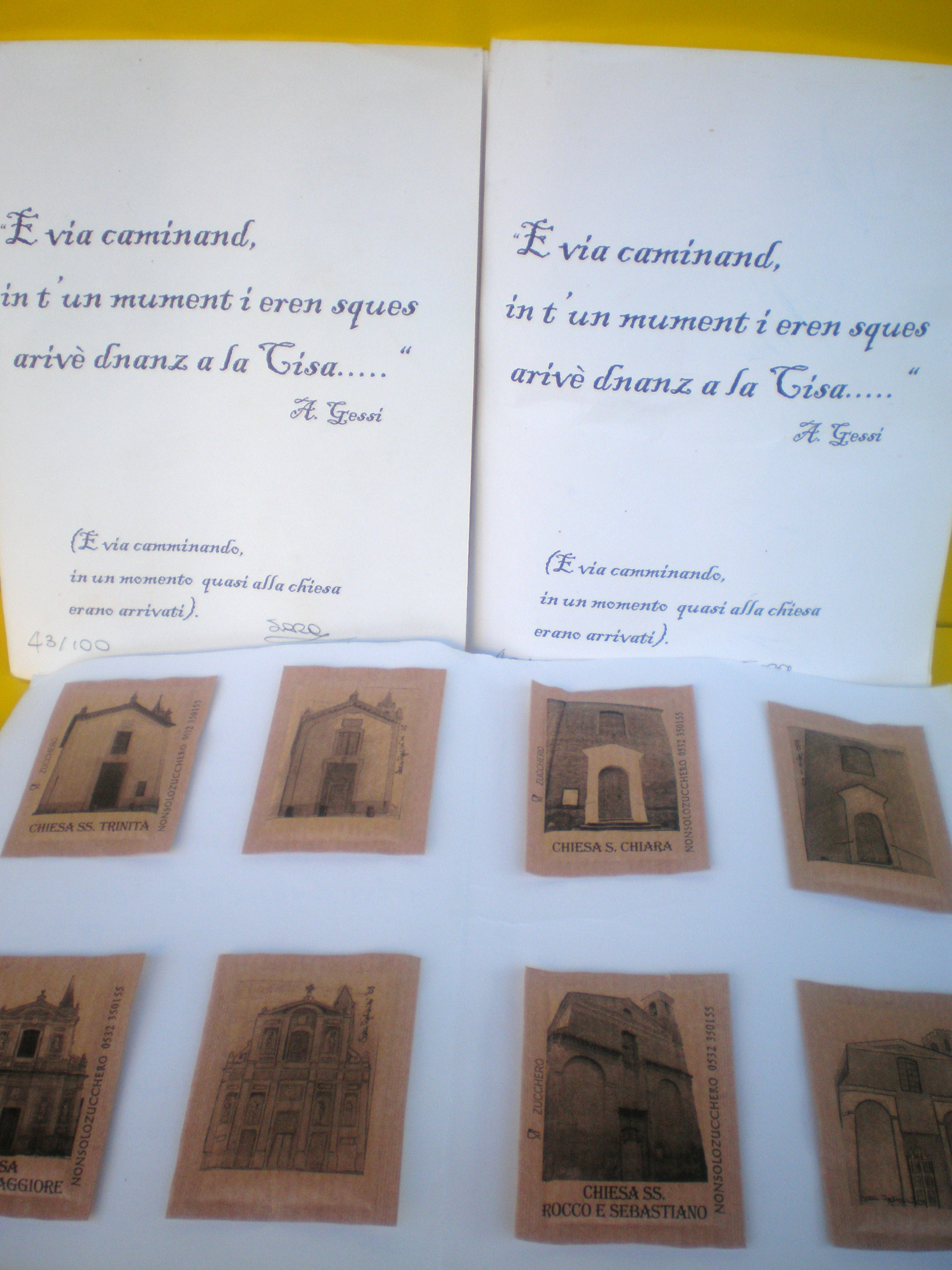

È ancora abbastanza difficile determinare un prezzo per questa collezione, una bustina che reca la pubblicità di un locale non ha praticamente nessuna importanza a meno che il locale abbia cessato l'attività o fosse particolarmente rinomato. Assume invece un certo rilievo la bustina che reca stampata una data o ricorda un particolare evento. Aumenta l'interesse e il costo di una serie completa prodotta con tematiche inerenti alla flora, alla fauna, alla musica, ai personaggi famosi, etc.; in questo caso ogni pezzo viene valutato 25 centesimi. Il valore maggiore lo si ha con le bustine antiche stampate intorno al 1940-60 una bustina di quegli anni vale 50 euro, una serie completa di quel periodo, viene valutata sui 250 euro.
La serie più ricercata e ormai introvabile è quella dedicata a Lorenzo Lotto, composta di 10 bustine prodotte in formati differenti in serie limitata nel 1998 per celebrare la mostra che si è tenuta a Bergamo sulle opere del celebre ritrattista (valore 350€). Negli ultimi anni, le ditte hanno prodotto bustine di forme particolari (a cuore, a forma di tazza, rotonde, triangolari). Molto utili per aumentare la propria collezione e confrontarsi sulle nuove uscite sono le giornate di scambio nazionali ed internazionali che si svolgono in Italia, Francia, Germania, Portogallo, Olanda. Uno dei più famosi nel mondo è lo Sweet Sugar World che si svolge a Pieve di Cento con 150 espositori di 14 nazioni diverse, e con migliaia di visitatori.